# Польша на зимних Олимпийских играх 2014
Польша принимала участие в зимних Олимпийских играх 2014 года, которые проходили в Сочи, Россия, с 7 по 23 февраля. Эти игры стали самыми успешными в истории выступлений Польши на зимних Олимпийских играх. Польша завоевала 4 золотых, одну серебряную и одну бронзовую медаль и заняла 11 место.

## Награды

### Золото
| Золото |                  |                                                            |
| №      | Спортсмены       | Вид спорта (дисциплина)                                    |
| 1      | Камил Стох       | Прыжки на лыжах с трамплина (мужчины, нормальный трамплин) |
| 2      | Юстина Ковальчик | Лыжные гонки (женщины, 10 км классическим стилем)          |
| 3      | Збигнев Брудка   | Конькобежный спорт (мужчины, 1500 метров)                  |
| 4      | Камил Стох       | Прыжки на лыжах с трамплина (мужчины, большой трамплин)    |

## Состав и результаты олимпийской сборной Польши

### Биатлон
Мужчины
| Соревнование         | Спортсмены                                              | Стрельба          | Время     | Место |
| -------------------- | ------------------------------------------------------- | ----------------- | --------- | ----- |
| Спринт               | Гжегож Гузик                                            | 5 (4 + 1)         | 29:17,2   | 85    |
| Спринт               | Кшиштоф Плывачик                                        | 1 (0 + 1)         | 27:02,3   | 64    |
| Спринт               | Лукаш Слонина                                           | 2 (2 + 0)         | 27:57,2   | 77    |
| Спринт               | Рафал Лепель                                            | 2 (1 + 1)         | 29:25,8   | 86    |
| Индивидуальная гонка | Гжегож Гузик                                            | 4 (1 + 2 + 0 + 1) | 1:00:20,7 | 86    |
| Индивидуальная гонка | Кшиштоф Плывачик                                        | 5 (3 + 0 + 1 + 1) | 58:12,5   | 77    |
| Индивидуальная гонка | Лукаш Слонина                                           | 3 (0 + 2 + 0 + 1) | 1:00:29,5 | 87    |
| Индивидуальная гонка | Лукаш Щурек                                             | 1 (0 + 0 + 1 + 0) | 56:18,6   | 51    |
| Эстафета             | Кшиштоф Плывачик Лукаш Щурек Лукаш Слонина Рафал Лепель | 2 (2 + 12)        | LAP       | 19    |

Женщины
| Соревнование         | Спортсмены                                                                  | Стрельба    | Время     | Место |
| -------------------- | --------------------------------------------------------------------------- | ----------- | --------- | ----- |
| Спринт               | Магдалена Гвиздонь                                                          | 2 (1+1)     | 22:51.2   | 40    |
| Спринт               | Моника Хойниш                                                               | 0 (0+0)     | 21:55.1   | 21    |
| Спринт               | Вероника Новаковская-Жемняк                                                 | 1 (1+0)     | 21:37.6   | 7     |
| Спринт               | Кристина Палка                                                              | 1 (1+0)     | 22:27.8   | 33    |
| Гонка преследования  | Магдалена Гвиздонь                                                          | 2 (1+0+1+0) | 33:14.3   | 38    |
| Гонка преследования  | Моника Хойниш                                                               | 2 (0+0+0+2) | 31:14.0   | 19    |
| Гонка преследования  | Вероника Новаковская-Жемняк                                                 | 2 (1+0+1+0) | 31:25.4   | 20    |
| Гонка преследования  | Кристина Палка                                                              | 3 (1+0+1+1) | 32:56.3   | 34    |
| Индивидуальная гонка | Магдалена Гвиздонь                                                          | 2 (1+1+0+0) | 48:44,1   | 32    |
| Индивидуальная гонка | Моника Хойниш                                                               | 2 (1+0+0+1) | 46:44,3   | 12    |
| Индивидуальная гонка | Вероника Новаковская-Жемняк                                                 | 4 (1+1+2+0) | 48:35,2   | 31    |
| Индивидуальная гонка | Кристина Палка                                                              | 0 (0+0+0+0) | 46:27,3   | 10    |
| Масс-старт           | Моника Хойниш                                                               | 0 (0+0+0+0) | 36:20,5   | 6     |
| Масс-старт           | Вероника Новаковская-Жемняк                                                 | 4 (1+0+2+1) | 37:35,2   | 20    |
| Масс-старт           | Кристина Палка                                                              | 2 (1+0+1+0) | 37:33,9   | 19    |
| Эстафета             | Кристина Палка Магдалена Гвиздонь Вероника Новаковская-Жемняк Моника Хойниш | 4 (4 + 8)   | 1:12:34,4 | 10    |

Смешанная эстафета
| Соревнование       | Спортсмены                                                     | Стрельба | Время     | Место |
| ------------------ | -------------------------------------------------------------- | -------- | --------- | ----- |
| Смешанная эстафета | Кристина Палка Магдалена Гвиздонь Лукаш Щурек Кшиштоф Плывачик | 6 (0+6)  | 1:13:36,0 | 14    |

### Бобслей
Мужчины
| Соревнование | Спортсмены                                             | 1 заезд   | 1 заезд | 2 заезд   | 2 заезд | 3 заезд   | 3 заезд | 4 заезд   | 4 заезд | Итоговый результат | Итоговое место |
| Соревнование | Спортсмены                                             | Результат | Место   | Результат | Место   | Результат | Место   | Результат | Место   | Итоговый результат | Итоговое место |
| ------------ | ------------------------------------------------------ | --------- | ------- | --------- | ------- | --------- | ------- | --------- | ------- | ------------------ | -------------- |
| Двойки       | Давид Купчик Павел Мруз                                |           |         |           |         |           |         |           |         |                    |                |
| Четвёрки     | Давид Купчик Павел Мруз Марцин Невяра Даниэль Залевски |           |         |           |         |           |         |           |         |                    |                |

### Горнолыжный спорт
Мужчины
| Соревнование      | Спортсмены        | Скоростной спуск/ 1 спуск | Скоростной спуск/ 1 спуск | Слалом/ 2 спуск | Слалом/ 2 спуск | Всего | Место |
| Соревнование      | Спортсмены        | Время                     | Место                     | Время           | Место           | Всего | Место |
| ----------------- | ----------------- | ------------------------- | ------------------------- | --------------- | --------------- | ----- | ----- |
| Суперкомбинация   | Мацей Быдлиньский | 1:57,36                   | 35                        | DNF             | DNF             | —     | —     |
| Супергигант       | Мацей Быдлиньский |                           |                           |                 |                 |       |       |
| Гигантский слалом | Матеуш Гарневич   |                           |                           |                 |                 |       |       |
| Гигантский слалом | Михал Ясичек      |                           |                           |                 |                 |       |       |
| Слалом            | Мацей Быдлиньский |                           |                           |                 |                 |       |       |
| Слалом            | Матеуш Гарневич   |                           |                           |                 |                 |       |       |
| Слалом            | Михал Ясичек      |                           |                           |                 |                 |       |       |

Женщины
| Соревнование      | Спортсмены               | Скоростной спуск/ 1 спуск | Скоростной спуск/ 1 спуск | Слалом/ 2 спуск | Слалом/ 2 спуск | Всего   | Место |
| Соревнование      | Спортсмены               | Время                     | Место                     | Время           | Место           | Всего   | Место |
| ----------------- | ------------------------ | ------------------------- | ------------------------- | --------------- | --------------- | ------- | ----- |
| Скоростной спуск  | Каролина Храпек          |                           |                           |                 |                 |         |       |
| Суперкомбинация   | Каролина Храпек          | 1:47.28                   | 28                        | 54.52           | 17              | 2:41.80 | 17    |
| Супергигант       | Каролина Храпек          |                           |                           |                 |                 |         |       |
| Супергигант       | Марина Гонсеница-Даниэль |                           |                           |                 |                 | DNF     | —     |
| Гигантский слалом | Каролина Храпек          |                           |                           |                 |                 |         |       |
| Гигантский слалом | Марина Гонсеница-Даниэль |                           |                           |                 |                 |         |       |
| Слалом            | Каролина Храпек          |                           |                           |                 |                 |         |       |
| Слалом            | Марина Гонсеница-Даниэль |                           |                           |                 |                 |         |       |
| Слалом            | Александра Клусь         |                           |                           |                 |                 |         |       |

### Конькобежный спорт
Спортсменов — 10
Мужчины
Индивидуальные гонки
| Соревнование | Спортсмены          | 1 забег   | 1 забег | 2 забег   | 2 забег | Результат | Место |
| Соревнование | Спортсмены          | Результат | Место   | Результат | Место   | Результат | Место |
| ------------ | ------------------- | --------- | ------- | --------- | ------- | --------- | ----- |
| 500 метров   | Артур Ногаль        | 35.83     | 38      | 35.66     |         | 71.49     | 36    |
| 500 метров   | Артур Вас           | 35.01     | 8       | 35.19     |         | 70.21     | 9     |
| 1000 метров  | Конрад Недзведзкий  |           |         |           |         |           |       |
| 1000 метров  | Збигнев Брудка      |           |         |           |         |           |       |
| 1500 метров  | Конрад Недзведзкий  |           |         |           |         |           |       |
| 1500 метров  | Збигнев Брудка      |           |         |           |         |           |       |
| 1500 метров  | Ян Шиманьский       |           |         |           |         |           |       |
| 5000 метров  | Себастьян Друшкевич |           |         |           |         | 6:37.16   | 23    |
| 5000 метров  | Ян Шиманьский       |           |         |           |         | 6:26.35   | 13    |

Командная гонка
| Соревнование    | Спортсмены                                      | Четвертьфинал      | Полуфинал          | Финал              | Итоговое Место |
| Соревнование    | Спортсмены                                      | Соперник Результат | Соперник Результат | Соперник Результат | Итоговое Место |
| --------------- | ----------------------------------------------- | ------------------ | ------------------ | ------------------ | -------------- |
| Командная гонка | Збигнев Брудка Конрад Недзведзкий Ян Шиманьский |                    |                    |                    |                |

Женщины
Индивидуальные гонки
| Соревнование | Спортсмены              | 1 забег   | 1 забег | 2 забег   | 2 забег | Результат | Место |
| Соревнование | Спортсмены              | Результат | Место   | Результат | Место   | Результат | Место |
| ------------ | ----------------------- | --------- | ------- | --------- | ------- | --------- | ----- |
| 1000 метров  | Катажина Бахледа-Цурусь |           |         |           |         |           |       |
| 1000 метров  | Наталия Червонка        |           |         |           |         |           |       |
| 1000 метров  | Луиза Злотковская       |           |         |           |         |           |       |
| 1500 метров  | Катажина Бахледа-Цурусь |           |         |           |         |           |       |
| 1500 метров  | Наталия Червонка        |           |         |           |         |           |       |
| 1500 метров  | Луиза Злотковская       |           |         |           |         |           |       |
| 3000 метров  | Катажина Бахледа-Цурусь |           |         |           |         | 4:06,73   | DSQ   |
| 3000 метров  | Наталия Червонка        |           |         |           |         | 4:13,26   | 16    |
| 3000 метров  | Луиза Злотковская       |           |         |           |         | 4:14,19   | 18    |
| 5000 метров  | Катажина Бахледа-Цурусь |           |         |           |         |           |       |

Командная гонка
| Соревнование    | Спортсмены                                                                 | Четвертьфинал      | Полуфинал          | Финал              | Итоговое Место |
| Соревнование    | Спортсмены                                                                 | Соперник Результат | Соперник Результат | Соперник Результат | Итоговое Место |
| --------------- | -------------------------------------------------------------------------- | ------------------ | ------------------ | ------------------ | -------------- |
| Командная гонка | Катажина Бахледа-Цурусь Наталия Червонка Луиза Злотковская Катажина Возняк |                    |                    |                    |                |

### Лыжное двоеборье
| Соревнование        | Спортсмены  | Прыжки с трамплина | Прыжки с трамплина | Лыжная гонка | Лыжная гонка | Лыжная гонка | Итоговое время | Место |
| Соревнование        | Спортсмены  | Результат          | Место              | Гандикап     | Результат    | Место        | Итоговое время | Место |
| ------------------- | ----------- | ------------------ | ------------------ | ------------ | ------------ | ------------ | -------------- | ----- |
| Нормальный трамплин | Адам Цеслар | 104,1              | 42                 | +1:50        | 25:18,7      | 35           | 27:08,7        | 39    |
| Большой трамплин    | Адам Цеслар | 97,8               | 32                 | +2:05        | 24:10,8      | 36           | 26:15,8        | 37    |

### Лыжные гонки
Мужчины
Дистанционные гонки
| Соревнование              | Спортсмены                                                | Результат | Место |
| ------------------------- | --------------------------------------------------------- | --------- | ----- |
| 15 км классическим стилем | Ян Антолец                                                |           |       |
| 15 км классическим стилем | Себастьян Газурек                                         |           |       |
| 15 км классическим стилем | Мацей Кречмер                                             |           |       |
| 15 км классическим стилем | Мацей Старенга                                            |           |       |
| Скиатлон 15+15 км         | Ян Антолец                                                | 1:18:18.8 | 64    |
| Скиатлон 15+15 км         | Мацей Кречмер                                             | 1:11:47.6 | 51    |
| Скиатлон 15+15 км         | Павел Клиш                                                | 1:17:18.5 | 61    |
| Масс-старт 50 км          | Павел Клиш                                                |           |       |
| Эстафета 4×10 км          | Ян Антолец Себастьян Газурек Мацей Кречмер Мацей Старенга |           |       |

Спринт
| Соревнование     | Спортсмены                   | Квалификация | Квалификация | Четвертьфинал | Четвертьфинал | Полуфинал | Полуфинал | Финал     | Финал     | Итоговое место |
| Соревнование     | Спортсмены                   | Результат    | Место        | Результат     | Место         | Результат | Место     | Результат | Место     | Итоговое место |
| ---------------- | ---------------------------- | ------------ | ------------ | ------------- | ------------- | --------- | --------- | --------- | --------- | -------------- |
| Спринт           | Себастьян Газурек            | 3:46.12      | 57           | не прошёл     | не прошёл     | не прошёл | не прошёл | не прошёл | не прошёл | 57             |
| Спринт           | Мацей Старенга               | 3:51.84      | 67           | не прошёл     | не прошёл     | не прошёл | не прошёл | не прошёл | не прошёл | 67             |
| Командный спринт | Мацей Кречмер Мацей Старенга |              |              |               |               |           |           |           |           |                |

Женщины
Дистанционные гонки
| Соревнование              | Спортсмены                                                            | Результат | Место |
| ------------------------- | --------------------------------------------------------------------- | --------- | ----- |
| 10 км классическим стилем | Сильвия Яськовец                                                      |           |       |
| 10 км классическим стилем | Юстина Ковальчик                                                      |           |       |
| 10 км классическим стилем | Корнелия Кубиньская                                                   |           |       |
| 10 км классическим стилем | Паулина Мачушек                                                       |           |       |
| Скиатлон 7,5+7,5 км       | Юстина Ковальчик                                                      | 39:29.7   | 6     |
| Скиатлон 7,5+7,5 км       | Корнелия Кубиньская                                                   | 41:19.4   | 34    |
| Скиатлон 7,5+7,5 км       | Агнешка Шиманьчак                                                     | 42:22.3   | 45    |
| Масс-старт 30 км          | Сильвия Яськовец                                                      |           |       |
| Масс-старт 30 км          | Юстина Ковальчик                                                      |           |       |
| Масс-старт 30 км          | Паулина Мачушек                                                       |           |       |
| Эстафета 4×5 км           | Сильвия Яськовец Юстина Ковальчик Корнелия Кубиньская Паулина Мачушек |           |       |

Спринт
| Соревнование | Спортсмены                                            | Квалификация | Квалификация | Четвертьфинал | Четвертьфинал | Полуфинал | Полуфинал | Финал     | Финал     | Итоговое место |
| Соревнование | Спортсмены                                            | Результат    | Место        | Результат     | Место         | Результат | Место     | Результат | Место     | Итоговое место |
| ------------ | ----------------------------------------------------- | ------------ | ------------ | ------------- | ------------- | --------- | --------- | --------- | --------- | -------------- |
| Спринт       | Сильвия Яськовец                                      | 3:01.21      | 63           | не прошла     | не прошла     | не прошла | не прошла | не прошла | не прошла | 63             |
| Спринт       | Агнешка Шиманьчак                                     | 2:43.06      | 41           | не прошла     | не прошла     | не прошла | не прошла | не прошла | не прошла | 41             |
| Спринт       | Командный спринт (Сильвия Яськовец Агнешка Шиманьчак) |              |              |               |               |           |           |           |           |                |

### Прыжки с трамплина
Мужчины
| Соревнование                  | Спортсмены                                    | Квалификация | Квалификация | Финал     | Финал    | Финал     | Финал     | Финал | Финал  |
| Соревнование                  | Спортсмены                                    | Результат    | Место        | 1 прыжок  | 1 прыжок | 2 прыжок  | 2 прыжок  | Всего | Место  |
| Соревнование                  | Спортсмены                                    | Результат    | Место        | Результат | Место    | Результат | Место     | Всего | Место  |
| ----------------------------- | --------------------------------------------- | ------------ | ------------ | --------- | -------- | --------- | --------- | ----- | ------ |
| Нормальный трамплин           | Мацей Кот                                     | 123.7        | 5            | 131.6     | 7        | 124.2     |           | 255.8 | 7      |
| Нормальный трамплин           | Давид Кубацкий                                | 115.7        | 13           | 118.3     | 31       | не прошёл | не прошёл |       | 32     |
| Нормальный трамплин           | Камил Стох                                    | PQ           |              | 142.0     | 1        | 136       |           | 278   | Золото |
| Нормальный трамплин           | Ян Зёбро                                      | 113.2        | 22           | 130.6     | 9        | 121,8     |           | 252.4 | 13     |
| Большой трамплин              | Мацей Кот                                     |              |              |           |          |           |           |       |        |
| Большой трамплин              | Камил Стох                                    |              |              |           |          |           |           |       |        |
| Большой трамплин              | Ян Зёбро                                      |              |              |           |          |           |           |       |        |
| Большой трамплин              | Пётр Жила                                     |              |              |           |          |           |           |       |        |
| Большой трамплин среди команд | Мацей Кот Давид Кубацкий Камил Стох Пётр Жила |              |              |           |          |           |           |       |        |

### Санный спорт
Мужчины
| Соревнование | Спортсмены                  | 1 заезд   | 1 заезд | 2 заезд   | 2 заезд | 3 заезд   | 3 заезд | 4 заезд   | 4 заезд | Итоговый результат | Итоговое место |
| Соревнование | Спортсмены                  | Результат | Место   | Результат | Место   | Результат | Место   | Результат | Место   | Итоговый результат | Итоговое место |
| ------------ | --------------------------- | --------- | ------- | --------- | ------- | --------- | ------- | --------- | ------- | ------------------ | -------------- |
| Одиночки     | Мацей Куровский             | 53.234    | 25      | 52.988    | 24      | 52.637    | 23      | 52.538    | 20      | 3:31.397           | 23             |
| Двойки       | Карол Микрут Патрик Поренба |           |         |           |         |           |         |           |         |                    |                |

Женщины
| Соревнование | Спортсмены           | 1 заезд   | 1 заезд | 2 заезд   | 2 заезд | 3 заезд   | 3 заезд | 4 заезд   | 4 заезд | Итоговый результат | Итоговое место |
| Соревнование | Спортсмены           | Результат | Место   | Результат | Место   | Результат | Место   | Результат | Место   | Итоговый результат | Итоговое место |
| ------------ | -------------------- | --------- | ------- | --------- | ------- | --------- | ------- | --------- | ------- | ------------------ | -------------- |
| Одиночки     | Эва Кулс             | 51.362    | 22      | 51.031    | 18      | 51.424    | 21      | 51.550    | 22      | 3:25.367           | 21             |
| Одиночки     | Наталья Войтусьцишин | 51.138    | 16      | 51.168    | 22      | 51.141    | 19      | 51.199    | 18      | 3:24.646           | 16             |

Смешанные команды
| Соревнование | Спортсмены | Женщины   | Женщины | Мужчины   | Мужчины | Двойки    | Двойки | Итоговый результат | Итоговое место |
| Соревнование | Спортсмены | Результат | Место   | Результат | Место   | Результат | Место  | Итоговый результат | Итоговое место |
| ------------ | ---------- | --------- | ------- | --------- | ------- | --------- | ------ | ------------------ | -------------- |
| Эстафета     |            |           |         |           |         |           |        |                    |                |

### Сноуборд
Хафпайп
| Соревнование | Спортсмены     | Квалификация | Квалификация | Квалификация | Полуфинал | Полуфинал | Полуфинал | Финал     | Финал     | Финал     |
| Соревнование | Спортсмены     | 1 спуск      | 2 спуск      | Место        | 1 спуск   | 2 спуск   | Место     | 1 спуск   | 2 спуск   | Место     |
| ------------ | -------------- | ------------ | ------------ | ------------ | --------- | --------- | --------- | --------- | --------- | --------- |
| Мужчины      | Михал Лигоцкий | 4.50         | 55.00        | 16           | не прошёл | не прошёл | не прошёл | не прошёл | не прошёл | не прошёл |
| Женщины      | Йоанна Заёнц   |              |              |              |           |           |           |           |           |           |

Бордеркросс
| Соревнование | Спортсмены      | Квалификация | Квалификация | 1/8 финала | Четвертьфинал | Полуфинал | Финал | Место |
| Соревнование | Спортсмены      | Результат    | Место        | 1/8 финала | Четвертьфинал | Полуфинал | Финал | Место |
| ------------ | --------------- | ------------ | ------------ | ---------- | ------------- | --------- | ----- | ----- |
| Мужчины      | Мацей Йодко     |              |              |            |               |           |       |       |
| Мужчины      | Матеуш Лигоцкий |              |              |            |               |           |       |       |

Параллельный гигантский слалом
| Соревнование | Спортсмены       | Квалификация | Квалификация | Квалификация | Квалификация | 1/8 финала         | Четвертьфинал      | Полуфинал          | Финал              | Место |
| Соревнование | Спортсмены       | 1 спуск      | 2 спуск      | Всего        | Место        | Соперник Результат | Соперник Результат | Соперник Результат | Соперник Результат | Место |
| ------------ | ---------------- | ------------ | ------------ | ------------ | ------------ | ------------------ | ------------------ | ------------------ | ------------------ | ----- |
| Женщины      | Алекандра Круль  |              |              |              |              |                    |                    |                    |                    |       |
| Женщины      | Каролина Штокфиш |              |              |              |              |                    |                    |                    |                    |       |

Параллельный слалом
| Соревнование | Спортсмены       | Квалификация | Квалификация | Квалификация | Квалификация | 1/8 финала         | Четвертьфинал      | Полуфинал          | Финал              | Место |
| Соревнование | Спортсмены       | 1 спуск      | 2 спуск      | Всего        | Место        | Соперник Результат | Соперник Результат | Соперник Результат | Соперник Результат | Место |
| ------------ | ---------------- | ------------ | ------------ | ------------ | ------------ | ------------------ | ------------------ | ------------------ | ------------------ | ----- |
| Женщины      | Алекандра Круль  |              |              |              |              |                    |                    |                    |                    |       |
| Женщины      | Каролина Штокфиш |              |              |              |              |                    |                    |                    |                    |       |

### Шорт-трек
Спортсменов — 1
Женщины
| Соревнование | Спортсмены           | Отборочный раунд | Отборочный раунд | Отборочный раунд | Четвертьфинал         | Четвертьфинал         | Четвертьфинал         | Полуфинал             | Полуфинал             | Полуфинал             | Финал                 | Финал                 | Финал                 | Итоговое место |
| Соревнование | Спортсмены           | Забег            | Результат        | Место            | Забег                 | Результат             | Место                 | Забег                 | Результат             | Место                 | Название              | Результат             | Место                 | Итоговое место |
| ------------ | -------------------- | ---------------- | ---------------- | ---------------- | --------------------- | --------------------- | --------------------- | --------------------- | --------------------- | --------------------- | --------------------- | --------------------- | --------------------- | -------------- |
| 500 метров   | Патрицья Малишевская | 6                | 44,154           | 3                | Завершила выступление | Завершила выступление | Завершила выступление | Завершила выступление | Завершила выступление | Завершила выступление | Завершила выступление | Завершила выступление | Завершила выступление | 18             |
| 1000 метров  | Патрицья Малишевская |                  |                  |                  |                       |                       |                       |                       |                       |                       |                       |                       |                       |                |

### Фристайл
Ски-кросс
| Соревнование | Спортсмены               | Квалификация | Квалификация | 1/8 финала | Четвертьфинал | Полуфинал | Финал | Итоговое место |
| Соревнование | Спортсмены               | Результат    | Место        | 1/8 финала | Четвертьфинал | Полуфинал | Финал | Итоговое место |
| ------------ | ------------------------ | ------------ | ------------ | ---------- | ------------- | --------- | ----- | -------------- |
| Женщины      | Каролина Ремен-Жеребецка |              |              |            |               |           |       |                |